# Scioto County
Scioto County ist ein County im Bundesstaat Ohio der Vereinigten Staaten. Der Verwaltungssitz (County Seat) ist Portsmouth.

## Geographie
Das County liegt im Süden von Ohio, grenzt an Kentucky und hat eine Fläche von 1596 Quadratkilometern, wovon zehn Quadratkilometer Wasserfläche sind. Es grenzt im Uhrzeigersinn an folgende Countys: Pike County, Jackson County, Lawrence County, Greenup County (Kentucky), Lewis County (Kentucky) und Adams County.

## Geschichte
Scioto County wurde am 24. März 1803 aus Teilen des Adams County gebildet. Benannt wurde es nach dem Scioto River, dessen Bezeichnung wiederum aus dem Wyandot stammt.
41 Bauwerke und Stätten des Countys sind im National Register of Historic Places eingetragen (Stand 15. Mai 2018).

## Demografische Daten

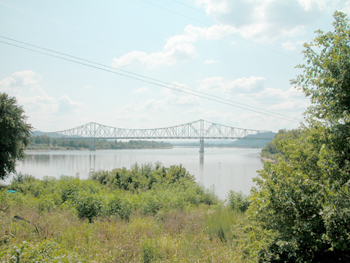
Brücke über den Ohio von Ohio nach Kentucky

Nach der Volkszählung im Jahr 2000 lebten im Scioto County 79.195 Menschen in 30.871 Haushalten und 21.362 Familien. Die Bevölkerungsdichte betrug 50 Einwohner pro Quadratkilometer. Ethnisch betrachtet setzte sich die Bevölkerung zusammen aus 94,88 Prozent Weißen, 2,73 Prozent Afroamerikanern, 0,63 Prozent amerikanischen Ureinwohnern, 0,24 Prozent Asiaten, 0,02 Prozent Bewohnern aus dem pazifischen Inselraum und 0,18 Prozent aus anderen ethnischen Gruppen; 1,31 Prozent stammten von zwei oder mehr Ethnien ab. 0,60 Prozent der Bevölkerung waren spanischer oder lateinamerikanischer Abstammung.
Von den 30.871 Haushalten hatten 31,8 Prozent Kinder und Jugendliche unter 18 Jahre, die bei ihnen lebten. 52,3 Prozent waren verheiratete, zusammenlebende Paare, 13,1 Prozent waren allein erziehende Mütter, 30,8 Prozent waren keine Familien, 26,9 Prozent waren Singlehaushalte und in 12,5 Prozent lebten Menschen im Alter von 65 Jahren oder darüber. Die Durchschnittshaushaltsgröße betrug 2,45 und die durchschnittliche Familiengröße lag bei 2,96 Personen.
Auf das gesamte County bezogen setzte sich die Bevölkerung zusammen aus 24,4 Prozent Einwohnern unter 18 Jahren, 9,6 Prozent zwischen 18 und 24 Jahren, 28,3 Prozent zwischen 25 und 44 Jahren, 22,7 Prozent zwischen 45 und 64 Jahren und 14,9 Prozent waren 65 Jahre alt oder darüber. Das Durchschnittsalter betrug 37 Jahre. Auf 100 weibliche Personen kamen 95,3 männliche Personen. Auf 100 Frauen im Alter von 18 Jahren oder darüber kamen statistisch 91,2 Männer.
Das jährliche Durchschnittseinkommen eines Haushalts betrug 28.008 USD, das Durchschnittseinkommen der Familien betrug 34.691 USD. Männer hatten ein Durchschnittseinkommen von 32.063 USD, Frauen 21.562 USD. Das Prokopfeinkommen betrug 15.408 USD. 15,2 Prozent der Familien und 19,3 Prozent der Bevölkerung lebten unterhalb der Armutsgrenze. Davon waren 25,4 Prozent Kinder oder Jugendliche unter 18 Jahre und 12,8 Prozent waren Menschen über 65 Jahre.